# Eland
Eland è un villaggio degli Stati Uniti d'America, situato in Wisconsin, nella contea di Shawano.